# Army of Anyone
Army of Anyone ist eine US-amerikanische Rockband, bestehend aus Richard Patrick (dem Sänger von Filter), Robert DeLeo und Dean DeLeo (den Mitgliedern der Stone Temple Pilots) und Ray Luzier (dem ehemaligen Schlagzeuger der David-Lee-Roth-Band und jetzigem Korn-Mitglied).

## Geschichte
Sänger Richard Patrick konsultierte die DeLeo-Brüder, um gemeinsam Material für ein neues Filter-Album zu erarbeiten. Während der Zusammenarbeit entstand der Song A Better Place, und man beschloss, eine neue Band zu formieren. Es wurden etwa 30 weitere Titel aufgenommen – von denen 11 schließlich den Weg auf das Debütalbum fanden.
Das Debütalbum Army of Anyone erschien am 17. November 2006. Das Album wurde von Bob Ezrin in den Village Studios, Santa Monica produziert, dem Produzenten der frühen Alice-Cooper-Hits und dem Album The Wall von Pink Floyd. Die daraus ausgekoppelte Single Goodbye landete in den U.S. Modern Rock Charts auf Platz 11.

## Diskografie
Alben
- 2006: Army of Anyone (The Firm, US #56)

Singles
- 2006: Goodbye
- 2007: Father Figure